# Micropterix paykullella
Micropterix paykullella is een vlinder uit de familie  van de oermotten (Micropterigidae). De wetenschappelijke naam van de soort is voor het eerst geldig gepubliceerd door Johann Christian Fabricius in 1794.

## Verspreiding en leefgebied
De soort komt voor in Europa.